# Valatie
Valatie és una població dels Estats Units a l'estat de Nova York. Segons el cens del 2000 tenia 1.712 habitants.

## Demografia
Segons el cens del 2000, Valatie tenia 1.712 habitants, 584 habitatges, i 386 famílies. La densitat de població era de 537,4 habitants per km².
Dels 584 habitatges en un 36,8% hi vivien nens de menys de 18 anys, en un 49% hi vivien parelles casades, en un 12,3% dones solteres, i en un 33,9% no eren unitats familiars. En el 28,3% dels habitatges hi vivien persones soles el 14,4% de les quals corresponia a persones de 65 anys o més que vivien soles. El nombre mitjà de persones vivint en cada habitatge era de 2,51 i el nombre mitjà de persones que vivien en cada família era de 3,09.
Per edats la població es repartia de la següent manera: un 24,4% tenia menys de 18 anys, un 4,8% entre 18 i 24, un 27,5% entre 25 i 44, un 19,5% de 45 a 60 i un 23,8% 65 anys o més.
L'edat mediana era de 41 anys. Per cada 100 dones de 18 o més anys hi havia 73,6 homes.
La renda mediana per habitatge era de 44.375 $ i la renda mediana per família de 51.563 $. Els homes tenien una renda mediana de 34.500 $ mentre que les dones 26.875 $. La renda per capita de la població era de 16.650 $. Entorn del 8% de les famílies i el 10,5% de la població estaven per davall del llindar de pobresa.